# Presa de Dohuk
La presa de Dohuk (en árabe: سد دهوك) es una presa formada por un terraplén de tierra de relleno en el río Dohuk justo al norte de Dohuk en la gobernación de Dahuk, Kurdistán iraquí, al norte del país asiático de Irak. La presa fue terminada en 1988 con el objetivo principal de conseguir mayor suministro de agua para el riego. Está a 60 m (197 pies) de alto y puede retener 52 millones de m³ (42.157 acres pies) de agua. La presa tiene un aliviadero con boca de campana con un caudal máximo de 81 m³ / s (2860 cu ft / s). 